# Carambeí (kommun)
Carambeí är en kommun i Brasilien.   Den ligger i delstaten Paraná, i den södra delen av landet, 1 000 km söder om huvudstaden Brasília. Antalet invånare är 19 171.
Följande samhällen finns i Carambeí:
- Carambeí

I omgivningarna runt Carambeí växer i huvudsak städsegrön lövskog. Runt Carambeí är det ganska glesbefolkat, med 26 invånare per kvadratkilometer.